# Truncamiento

Representación de la función ', por truncamiento de toda la parte decimal.

En matemáticas, truncamiento es una forma de aproximación de un número real, consistente en el corte de su expresión decimal en una determinada posición prescindiendo de los dígitos menos significativos a la derecha del separador decimal. El resultado obtenido es siempre una aproximación por defecto.
Por ejemplo, sucesivas aproximaciones por truncamiento del número pi (3,14159265358979…) nos da:
3,1
3,14
3,141
3,1415
3,14159
según trunquemos en las décimas, centésimas, milésimas, diezmilésimas o cienmilésimas, respectivamente.
Del mismo modo, por sucesivos truncamientos de la expresión decimal de la raíz cuadrada de dos {\displaystyle ({\sqrt {2}}=1,414213562\dots )} obtendremos:
1,4
1,41
1,414
1,4142
Como queda dicho, en todos los casos se obtiene una aproximación por defecto del número en cuestión.

## Truncado y función suelo
Truncar un número real positivo puede hacerse usando la función suelo. Dado un número {\displaystyle x\in \mathbb {R} _{+}} para ser truncado, y siendo {\displaystyle n\in \mathbb {N} _{0}}, el número de dígitos a conservar a la derecha del separador decimal, el valor de x es:
{\displaystyle \operatorname {trunc} (x,n)={\frac {\lfloor 10^{n}\cdot x\rfloor }{10^{n}}}}
Sin embargo, para los números negativos, el truncamiento no se redondea en la misma dirección que la función suelo: el truncamiento siempre tiende a cero, la función de suelo ronda hacia el infinito negativo. Para un número dado {\displaystyle x\in \mathbb {R} _{-}}, la función
{\displaystyle \operatorname {trunc} (x,n)={\frac {\lceil 10^{n}\cdot x\rceil }{10^{n}}}}
se utiliza en su lugar.